# Stadionul Mihai Adam
Stadionul Mihai Adam sau stadionul din Câmpia Turzii, a mai purtat și numele de Mechel-ISCT, inițialele venind de la Industria Sârmei Câmpia Turzii, principala industrie din oraș, iar Mechel proprietarul care a cumpărat combinatul. Stadionul Mihai Adam și-a primit numele de la golgeterul ligii întâi in trei ani, născut în Câmpia Turzii.

Tribuna din lemn a stadionului din Cluj în 1911 adusă în 1960 la Câmpia Turzii.

Stadionul Mihai Adam este un stadion multifuncțional, folosit mai mult la meciuri de fotbal. Are o capacitate de 2.700  de locuri. Deschis in 1908, a fost renovat în 1960 aducând tribuna de lemn a stadionului orășenesc clujean la Câmpia Turzii, fiind declarată in 2014 de primărie monument istoric de nivel local, demers aprobat de ministerul culturii și cultelor.
Beneficiarul este IS Câmpia Turzii din 1921 până în prezent, echipa jucând în sezonul 2017-2018 în liga a patra (a judetului Cluj).